# Ceroplastes rhizophorae
Ceroplastes rhizophorae är en insektsart som beskrevs av Hempel 1918. Ceroplastes rhizophorae ingår i släktet Ceroplastes och familjen skålsköldlöss. Inga underarter finns listade i Catalogue of Life.